# New Kids on the Block (serial animowany)
New Kids on the Block (1990–1991) – amerykański serial animowany wyprodukowany przez DiC Enterprises i Big Step Productions.
Światowa premiera serialu miała miejsce 8 września 1990 roku na antenie ABC. Ostatni odcinek został wyemitowany w 1991 roku. W Polsce serial nadawany był dawniej na kanale TVP2.

## Opis fabuły
Serial opowiada o losach amerykańskiej grupy zespołowej New Kids on the Block, którzy przeżywają niesamowite przygody.

## Obsada
- Brian Stokes Mitchell – Danny Wood
- Loren Lester – Jordan Knight
- Matt E. Mixer – Jonathan Knight
- Scott Menville – Joe McIntyre
- David Coburn –
  - Donnie Wahlberg,
  - pies Nikko
- Dave Fennoy – Dick Scott
- J.D. Hall – Biscuit
- Patricia Alice Albrecht – różne głosy
- Leslie Speights – różne głosy

i inni